# 蒙图瓦龙
蒙图瓦龙（法語：Monthoiron，法語發音：[mɔ̃twaʁɔ̃]）是法国新阿基坦大区维埃纳省的一个市镇，位于该省中部偏东北，属于沙泰勒罗区。

## 地理
蒙图瓦龙（46°44'1"N, 0°37'12"E）面积16.66 平方千米，位于法国新阿基坦大区维埃纳省，该省份为法国中西部省份，北起曼恩-卢瓦尔省和安德尔-卢瓦尔省，西接德塞夫勒省，南至夏朗德省，东南接上维埃纳省，东临安德尔省。
与蒙图瓦龙接壤的市镇（或旧市镇、城区）包括：阿尔希尼、阿瓦耶昂沙泰勒罗、博讷伊马图尔、舍讷韦勒、维埃纳河畔武讷伊、瑟尼耶-圣索沃尔。

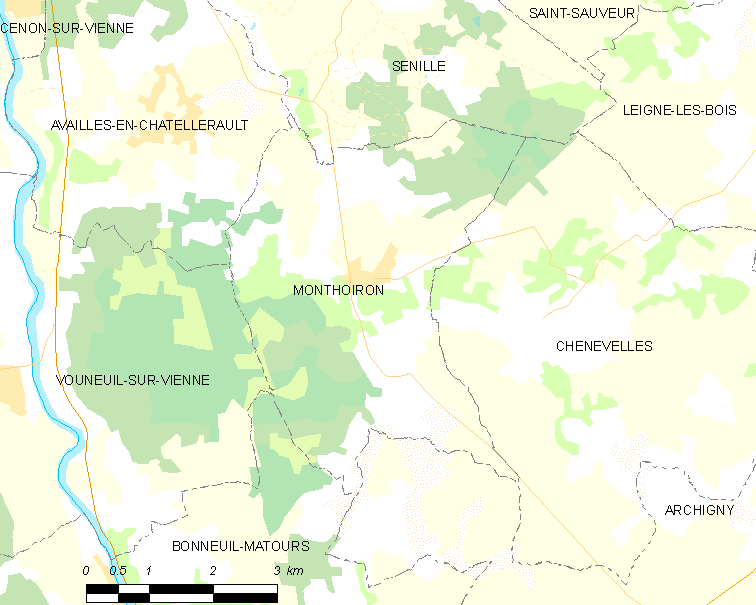
蒙图瓦龙的OSM定位图

蒙图瓦龙的时区为UTC+01:00、UTC+02:00（夏令时）。

## 行政
蒙图瓦龙的邮政编码为86210，INSEE市镇编码为86164。

## 政治
蒙图瓦龙所属的省级选区为绍维尼县。

## 人口

1962-2008年间蒙图瓦龙人口变化图示

蒙图瓦龙于2022年1月1日时的人口数量为672人。